# 王子と乞食
『王子と乞食』（おうじとこじき、The Prince and The Pauper）は、アメリカの作家マーク・トウェインが1881年に発表した児童文学作品である。16世紀のイングランドを舞台に、実在の若き国王エドワード6世を主人公とした冒険譚で、トウェインはこの作品を通して、子どもの視点で16世紀のイングランドの世情を痛烈に皮肉った。
日本語訳は、1899年（明治32年）巖谷小波らにより『乞食王子』の訳題で文武堂から、1927年（昭和2年）村岡花子により『王子と乞食』の訳題で平凡社から公刊された。なお、題名の「乞食」が差別用語に当たるとして、近年の日本語訳（特に児童向け）は、「こじき」という平仮名表記のものや『王子と少年』という表記のものもある。

## 物語
1537年10月12日、イングランドに2人の男児が生を受けた。一人は時の国王ヘンリー8世の嗣子として生まれたエドワード・テューダー。もう一人はイングランドで最も賤しい貧民窟に生まれたトム・キャンティだった。エドワードは未来の国王としての期待を一身に受け、豪奢な宮殿に住んで温かい食事や高級な衣服を与えられ、何十人もの家臣や侍女に傅かれ、何不自由無い暮らしの中で育ったが、堅苦しい宮廷生活に嫌気が指し、外に暮らしている子供たちの持つ自由に憧れていた。一方トムは、飲んだくれで乱暴者の父親を持ち、汚いあばら家に住み、金も無い為にパン一つ買う事すら出来ず、常に寒さに震え、飢えと乾きに苛まれていた。また、働かない父の代わりに物乞いとして道端で金や食べ物を貰っては、「たったこれっぽっちか」と父から暴行を受ける日々を送っていた。
やがて10歳の誕生日を迎えた2人は、エドワードの住居であるウェストミンスター宮殿の門前で運命的な出会いを果たす。日頃から自分とは全く違う恵まれた生活を送るエドワードを羨んでいたトムは、王子の姿はどんなものかと宮殿の柵に駆け寄り、一目見ようと身を乗り出す。その時透かさず番兵がトムを捕えて宮殿の敷地から摘み出そうとした。すると「やめよ!」という威厳ある声が背後から聞こえた。その声の主は今まさにトムが見ようとしていたエドワード王子だった。危うい所を助けられ、トムは王子に礼を言う。すると王子はトムに宮殿の中へ入るように勧めてくれた。トムは身分の差を感じて一度は断るも、遂に宮殿の中へ入る事に。エドワードは見たことの無いトムたちの生活をしきりに聞きたがった。話し合ううちに2人はお互いがまるで双子のようにそっくりな顔をしている事に気付いた。そこでエドワードは、今だけ互いの服を交換し、それぞれ入れ替わって過ごすことを思い付く。
そして、二人は互いの服を取り替えるも、“乞食のトム”として外へ出たエドワードは早速番兵に見咎められ、外へ追い払われてしまう。独り残されたトムは宮殿内で家臣や貴族たちに訝しがられる度に事情を説明しようとするがどうしても“王太子エドワード”としてしか見られない。一方のエドワードは下々の人々と会って話をし、貧困に喘ぐ民の姿を見る事で世の現実を身を以て味わわされる事になる。トムもまた、どう見ても馬鹿げているとしか思えない宮廷の制度を見るうちに、富に囲まれていると思われた王室の生活に空しさを覚えるようになった。
そして互いが偽りの生活で受難する日々の中、ヘンリー8世が崩御する。エドワードは、トムの戴冠式を阻止すべく王宮に向かうが、貧しい身なりの彼の主張を誰も信じようとせず……。

## 登場人物

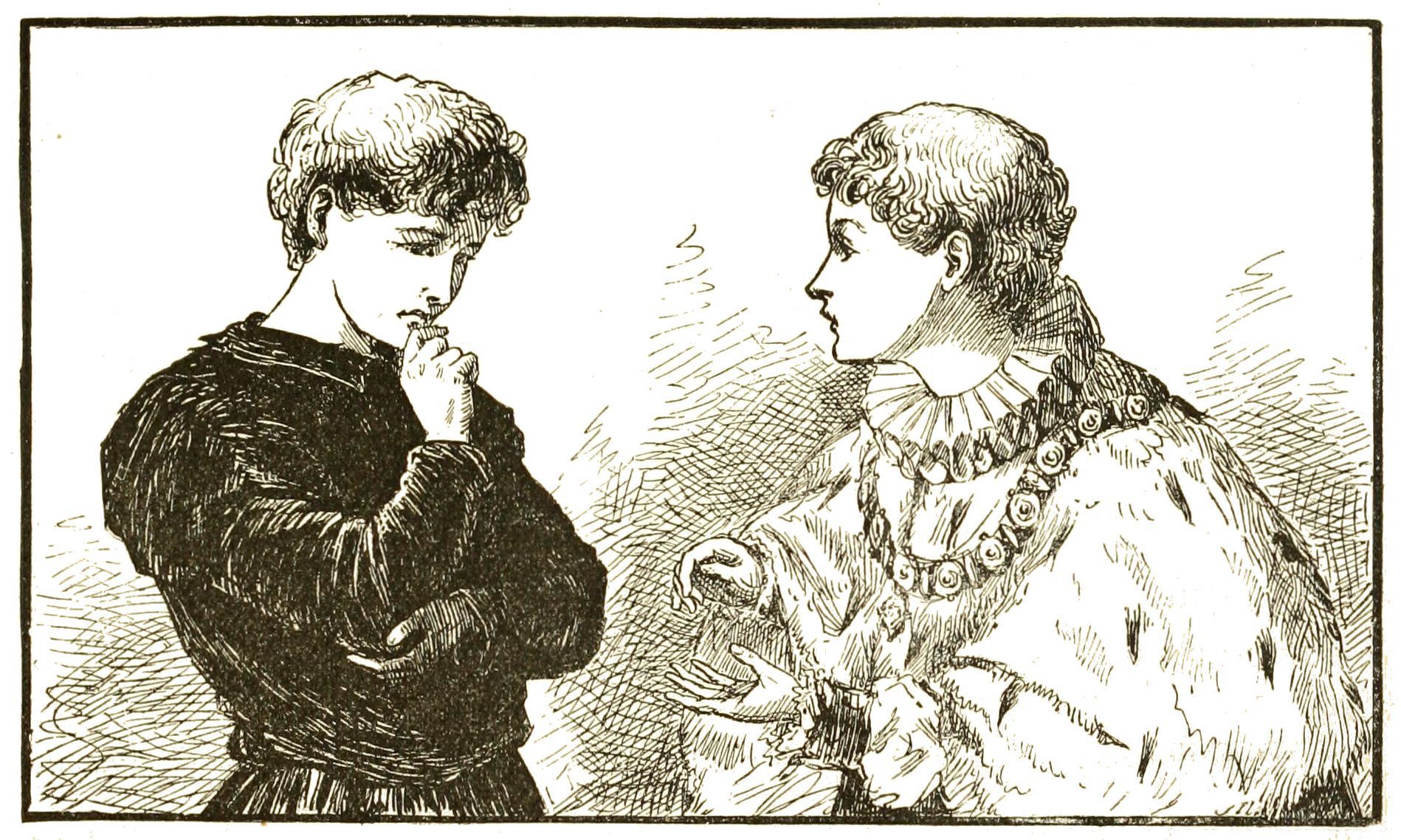
1881年の初版の押絵。

登場人物の中には実在の人物も含まれている。
エドワード・テューダー
テューダー朝のイングランド王ヘンリー8世の長男。母はその3番目の王妃ジェーン・シーモアだが、エドワードを産んだ直後に衰弱死している。王族らしい高い自尊心を持ち、国王である父を尊敬し、自身の生まれに誇りを持っている。ひょんな事から路上でトムと出会い、ある思い付きから以後“トム”として行動するようになる。
トム・キャンティ
ロンドンで最も貧しい横丁「オーファル・コート」（屑肉小路）で生まれた物乞いの少年。極貧の生活を送り、父親に暴力を振るわれるという逆境にもめげず、母や姉たちの優しさのおかげで子供らしい純粋な心を保って逞しく生きていた。実は同じ横丁に、とある理由で零落してしまった神父・アンドリューが住んでおり、彼から教育を受ける機会があったために、多少は読み書きやラテン語が出来る。
マイルズ・ヘンドン
没落貴族。街頭で暴行を受けていたエドワードを助け、食事と寝床を与えた。どう見ても乞食の身なりなのに王太子然とした態度を取るエドワードに対して丁寧に接する律儀さを持つ。助けた褒美として、「王の御前にて椅子に腰掛ける権利」を得た上、エドワードに代わってその身に鞭を受けたことにより、ケント公に叙爵された。
ハートフォード卿
エドワードの後見人。イングランド屈指の大貴族。突如怪しい言動をし始めたエドワード（実は入れ替わったトム）を見て困惑するも、「主君だから」と付きあうことに決める。
ヘンリー8世
イングランド国王。エドワードの父親。男子を生める女性を求めておよそ6回も王妃を取り替えた好色漢だが、エドワードはその事実を知らず、純粋に父を慕っている。物語の始まりの時点で病床に臥せっており、次代国王に唯一の男子エドワードを（トムが入れ替わっていると気付かないまま）指名する。
ジョン・キャンティ
物乞いの大男でトムの父親。凶暴な性格の持ち主で毎日酒を飲んでばかりいる。母や姉たちやトムが苦心して稼いできたはした金も湯水のように使ってしまうため、キャンティ家の暮らしが一向に良くならない原因の一つとなっている。後にトムに読み書きを教えていたアンドリュー神父を殺害してしまう。
トムの母親
ジョンの妻。双子の娘と息子が1人いる。子供たちに愛情を持って接し、夫ジョンの暴力にも健気に耐える心優しい女性。突如“おかしくなった”トム（エドワード）を心配しつつも、それまでと変わりなく優しくした。後に即位式へ向かうエドワード（トム）を息子だと確信し、なりふり構わずエドワード（トム）に飛びついた。
クレメンス神父
ヘンリー8世と対立したために辺境へと追い遣られた元ローマ教皇。煮え滾る復讐心の矛先をエドワードに向け、ヘンリー8世の事情を虚実織り交ぜてエドワードに吹き込む。モデルはクレメンス7世。
アンドリュー神父
自分も貧しい暮らしをしているにも拘らず、服や食べ物をオーファル・コートの人々に分け与え、神の教えを説く慈悲深い聖職者。元はカトリックの宮廷司祭であったが、宗教改革でヘンリー8世と対立して失脚した過去を持つ。無学である母や姉らはあまり神父と関わらないようにトムに言うが、トムは神父の事が大好きだった。コートの人々の迫害を受けるトム（エドワード）を庇ったため、後にトムの父親に殺害されてしまう。
ジェーン・グレイ
トムが宮殿内で出会う姫君。容姿はとても可愛らしい。エドワードの姉であるメアリーやエリザベスとよく一緒にいる。

## 特徴
- 作品の原題は“The Prince and The Pauper”で、頭韻を踏んでいる。
- トムが生まれたオーファル・コートの“コート”（court）には、「袋小路」という意味と「宮廷」という意味がある。
- キャラクターには多くの“対”になる人物が登場し、主人公（トムやエドワード）の他にも神父（クレメンスとアンドリュー神父）、庇護者の（元）貴族（マイルズ・ヘンドンとハートフォード卿）、主人公の父親（ジョン・キャンティとヘンリー8世）などが挙げられる。

## 主な日本語訳
- 『王子と乞食』村岡花子訳、岩波文庫、改版1987年
- 『王子と乞食』山本長一訳、「マーク・トウェインコレクション13」彩流社、1999年
- 『王子と乞食』大久保博訳、角川書店、2003年

## 関連作品
多数の舞台化、映像化作品がある。

### 映画
- 放浪の王子 (The Prince and the Pauper)  - 1937年のアメリカ映画。エロール・フリンがヘンドンを演じている。
- 放浪の王子 (The Prince and the Pauper) - 1962年のアメリカ映画。ウォルト・ディズニー制作。シーン・スカリー（英語版）主演。
- 王子と乞食 (Crossed Swords / The Prince and the Pauper)  - 1977年のアメリカ・イギリス合作映画。マーク・レスター主演。
- ミッキーの王子と少年(The Prince and the Pauper) - 1990年のアメリカのアニメーション映画。ウォルト・ディズニー・カンパニー制作で、同社のマスコットのミッキーマウスが少年と王子の2人を演じる。その他のディズニーキャラクターも登場。
- 新・王子と少年 (A Modern Twain Story: The Prince and the Pauper)  - 2007年のディラン&コール・スプラウス兄弟によるアメリカ映画。舞台を現代のアメリカに移し、エドワード（この映画ではエディ）が大人気子役スター、トム・キャンティがスターを夢みる平凡な少年になっている。

### 日本のミュージカル
- 王子と少年（旧題・王子とこじき） - 劇団四季のファミリーミュージカル。2015年では、5月中旬からこころの劇場シリーズとして上演し、7月に一般公開される。初演は1960年代と古く、脚本を当時劇団四季演出部に在籍していた石坂浩二が手がけた[1]。2025年上演よりタイトルが「王子と少年」に変更された[2]。
- ハロー・プリンス - シェイクスピア・シアターによるミュージカル。出口典雄脚本、演出。

## その他
境遇が異なるが容姿が似ている登場人物が入れ替わって周囲から誤認されたままとなるストーリーについては、ストーリー類型のひとつとして成立し、その後も様々な作者の手によって同様の形式を持つ作品が作られている。